# Доминго де Ирала
Доминго Мартинес де Ирала (на испански: Domingo Martínez de Irala) е испански конкистадор, колонизатор, изследовател на Южна Америка.

## Биография
Роден е през 1509 година в Бергара, провинция Гипускоа, Испания, най-младият от шестте деца на Мартин Перес де Ирала и Марина де Албизуа Толедо.
През 1535 пристига със свитата на новия губернатор на Рио де ла Плата Педро де Мендоса и през следващата година участва в основаването на град Буенос Айрес. След като през 1536 Хуан де Айолас открива долните течения на реките Парана и Парагвай и загива, за негов заместник е назначен Ирала.
През 1537 от Асунсион се изкачва по река Парагвай до устието на река Куяба (18º ю.ш.).
В периода 1539 – 1542 и 1544 – 1556 е губернатор на провинция Рио де ла Плата и Парагвай и като такъв през 1543 открива и описва около 600 км от течението на река Парана от водопада Сети Кедас (24º ю.ш.) до устието на река Тиете (21º ю.ш.).
През 1544 местните племена въстават срещу терора на испанците и завладяват Асунсион. Ирала организира голям отряд от 300 въоръжени с огнестрелно оръжие испанци и 1000 – 1500 верни му индианци, напада и превзема завладения от въстаниците град и избива над 2000 индианци. През следващите четири години продължава завоевателните си походи срещу местните племена, като през 1548 пресича областта Гран Чако и Боливийското плато и достига до изворите на река Пилкомайо, като по този начин открива пътя от Ла Плата за Перу. При завръщането си в Асунсион от далечния поход открива, че е свален от власт, но през 1552 отново са му възстановени правата.
Умира през 1556 година от треска в Асунсион на 47-годишна възраст.

## Памет
Неговото име носи:
- селище (34°46′ ю. ш. 60°42′ з. д. / 34.766667° ю. ш. 60.7° з. д.) в Аржентина, предградие на Буенос Айрес.